# Lutjanus aratus
Lutjanus aratus là một loài cá biển thuộc chi Lutjanus trong họ Cá hồng. Loài này được mô tả lần đầu tiên vào năm 1864.

## Từ nguyên
Từ định danh aratus trong tiếng Latinh có nghĩa là "cày xới", không rõ hàm ý, còn theo Jordan và Evermann (1898) thì đề cập đến các sọc nâu sẫm ở hai bên thân vủa loài cá này.

## Phân bố và môi trường sống
L. aratus có phân bố rộng rãi ở Đông Thái Bình Dương, từ mũi nam bán đảo Baja California và cửa vịnh California trải dài về phía nam đến Peru, bao gồm quần đảo Galápagos, đảo Malpelo và đảo Cocos xa bờ.
L. aratus sống xung quanh các rạn san hô, được tìm thấy ở độ sâu độ sâu ít nhất là 60 m; cá con thường bắt gặp ở gần bờ, bao gồm các vũng thủy triều và cửa sông.

## Mô tả
Chiều dài cơ thể lớn nhất được ghi nhận ở L. aratus là 100 cm, thường bắt gặp với chiều dài trung bình khoảng 35 cm. Loài này có màu xan lục xám (sẫm hơn ở lưng), những cá thể sống ở vùng nước sâu có thể đỏ hơn (các vây ửng đỏ). Vảy cá có tâm màu vàng nhạt, tạo thành các sọc đậm nhạt xen kẽ ở hai bên lườn.
Số gai ở vây lưng: 11–12; Số tia vây ở vây lưng: 12; Số gai ở vây hậu môn: 3; Số tia vây ở vây hậu môn: 7–8.

## Sinh thái
Thức ăn của L. aratus bao gồm cá và một số loài thủy sinh không xương sống như giáp xác. Cá trưởng thành có thể hợp thành đàn lớn đến vài trăm cá thể.

## Giá trị
L. aratus có giá trị thương mại quan trọng và dễ dàng bị đánh bắt vì chúng thường hợp thành đàn lớn. Ở bờ biển Thái Bình Dương của Panama, đặc biệt là tỉnh Veraguas, L. aratus là một trong những loài thương mại quan trọng nhất của khu vực.